# Puccinia hierochloina
Puccinia hierochloina ist eine Ständerpilzart aus der Ordnung der Rostpilze (Pucciniales). Der Pilz ist vermutlich ein Endoparasit von Wiesenrauten und Mariengras. Symptome des Befalls durch die Art sind gelbe Rostflecken und Pusteln auf den Blattoberflächen der Wirtspflanzen. Das Verbreitungsgebiet umfasst ganz Eurasien.

## Merkmale
Puccinia hierochloina ist mit bloßem Auge nur anhand der auf der Oberfläche des Wirtes hervortretenden Sporenlager zu erkennen. Sie wachsen in Nestern, die als gelbliche bis braune oder schwärzliche Flecken und Pusteln auf den Blattoberflächen erscheinen.
Das Myzel von Puccinia hierochloina wächst wie bei allen Puccinia-Arten interzellulär und bildet Saugfäden, die in das Speichergewebe des Wirtes wachsen. Ihre Pyknien und Aecien sind nicht näher beschrieben. Die Uredien sind klein, elliptisch und anfangs bedeckt. Ihre Uredosporen sind kurz ellipsoid, 22–25 × 17–22 µm groß, gelblich und stachelwarzig. Die Telien der Art wachsen als blattunterseitige Striche oder Punkte und sind lange bedeckt und gräulich. Die Teleutosporen sind zweizellig, keulen- bis spindelförmig und 32–45 × 16–23 µm groß. Sie sind hell graubraun, ihre Stiele sind sehr kurz.

## Verbreitung
Puccinia hierochloina besitzt ein Verbreitungsgebiet, das sich über das gesamte Eurasien erstreckt.

## Ökologie
Die Wirtspflanzen von Puccinia hierochloina sind als Haplont vermutlich Wiesenrauten (Thalictrum spp.) sowie Mariengras (Hierochloe spp.) für den Dikaryonten. Der Pilz ernährt sich von den im Speichergewebe der Pflanzen vorhandenen Nährstoffen, seine Sporenlager brechen später durch die Blattoberfläche und setzen Sporen frei. Die Art verfügt wahrscheinlich über einen Entwicklungszyklus mit Pyknien, Uredien, Telien und Aecidien.